# Franks Robinson
Franks Lubbock Robinson (Rathdrum, Wicklow, Nagy-Britannia és Írország Egyesült Királysága, 1886. március 30. – Jersey, Saint Brélade, 1949. november 5.) olimpiai ezüstérmes ír gyeplabdázó.
A londoni 1908. évi nyári olimpiai játékokon indult, mint gyeplabdázó. Ezen az olimpián négy brit csapat is indult, de mindegyik külön nemzetnek számított. Ő az ír válogatott tagja volt, ami akkoriban az Egyesült Királyság része volt Nagy-Britannia és Írország Egyesült Királysága néven.
Harcolt az első világháborúban és Hadikereszttel tüntették ki a második ypres-i csata után.